# Lonchocarpus seleri
Lonchocarpus seleri är en ärtväxtart som beskrevs av Hermann August Theodor Harms. Lonchocarpus seleri ingår i släktet Lonchocarpus och familjen ärtväxter. Inga underarter finns listade i Catalogue of Life.